# Rubikon
Rubikon (italsky Rubicone) je řeka na Apeninském poloostrově v severní Itálii (Emilia-Romagna). Je dlouhá přibližně 80 km.

## Průběh toku
Řeka pramení východně od vesnice Roncofreddo, která se nachází ve zvlněné krajině apeninského předhůří. Potom protéká městem Savignano sul Rubicone a u Gatteo a Mare se vlévá do Jaderského moře, nedaleko od města Rimini.

## Historie
Řeka nese jméno antické řeky Rubikon, nicméně není jednoznačně potvrzeno, že se skutečně jedná o starověký Rubikon. Na ten kandiduje více toků v okolí, navíc se od dob antiky změnila řečiště.
Římské právo zakazovalo kterémukoli vojevůdci překročit řeku se stálým vojskem. Řeka byla považována za hranici mezi římskou provincií Předalpské Galie a Itálií. Zákon tak chránil republiku před vnitřní vojenskou hrozbou.
Když Julius Caesar v roce 49 př. n. l. řeku překročil, tento zákon porušil, čímž nevyhnutelně vyvolal ozbrojený konflikt — občanskou válku. Podle římského historika Suetonia zde pronesl slavnou frázi „Kostky jsou vrženy“ (Alea iacta est). Toto rčení znamená jasné a stručné označení stavu či situace, kdy nelze couvnout či vzít rozhodnutí zpět; v podobném smyslu se užívá i slovní spojení překročit Rubikon. Po překročení řeky se v bitvě u Farsalu střetl s Pompejem, porazil jej a stal se pánem Říma. Roku 46 př. n. l. byl zvolen diktátorem. Tím prakticky skončila římská republika.